# Родригес, Мария Тереса
Мария Тереса Родригес (исп. María Teresa Rodríguez Rodríguez; 18 февраля 1923, Пачука — 4 сентября 2013, Мехико) — мексиканская пианистка и музыкальный педагог.
Дочь певца и учительницы фортепиано. Начала учиться игре на фортепиано в четырёхлетнем возрасте, в семь лет исполнила первый фортепианный концерт Людвига ван Бетховена с камерным оркестром под управлением Хуана Леона Марискаля, с 14 лет регулярно концертировала. Долгое время занималась под руководством Антонио Гомесанды, затем училась у Александра Боровского, до некоторой степени усвоив русскую пианистическую традицию — по воспоминаниям самой Родригес, об этом ей сказал Кирилл Кондрашин после совместного концерта.
C 1952 г. некоторое время выступала в Европе, затем вернулась в Мексику и в 1960—1964 гг. была ассистенткой Карлоса Чавеса в его классе композиции в Национальной консерватории. Затем получила возможность самостоятельно преподавать в ней, а в 1988—1991 гг. была первой женщиной во главе Национальной консерватории. Фортепианные сочинения Чавеса были записаны Тересой Родригес, его фортепианный концерт она исполняла с оркестром Новая Филармония под руководством Эдуардо Мата. Входила в состав жюри различных конкурсов, в том числе Международного конкурса пианистов имени Шопена (1970).